# أولا ويسليس
أولا ويسليس (بالألمانية: Ulla Wessels)‏ هي فيلسوفة ألمانية، ولدت في 1965 في مونستر في ألمانيا.